# Архиепархия Кампу-Гранди
Архиепархия Кампу-Гранди (лат. Archidioecesis Campi Grandis) — архиепархия Римско-Католической церкви с центром в городе Кампу-Гранди, Бразилия. В митрополию Кампу-Гранди входят епархии Корумбы, Кошина, Дорадуса, Жардина, Навираи и Трес-Лагоаса. Кафедральным собором архиепархии Кампу-Гранди является церковь Пресвятой Девы Марии и святого Антония Падуанского.

## История
15 июня 1957 года Римский папа Пий XII издал буллу Inter gravissima, которой учредил епархию Кампу-Гранди, выделив её из епархии Корумбы и территориальной прелатуры Registro do Araguaia (сегодня — Епархия Гиратинги). Первоначально епархия Кампу-Гранди входила в митрополию Куябы.
3 января 1978 года епархия Кампу-Гранди передала часть своей территории вновь учреждённым епархии Трес-Лагоаса и территориальной прелатуре Кошина (сегодня — Епархия Кошина).
27 ноября 1978 года Римский папа Иоанн Павел II выпустил буллу Officii Nostri, которой возвёл епархию Кампу-Гранди в ранг архиепархии.

## Ординарии архиепархии
- архиепископ Antônio Barbosa (23.01.1958 — 12.12.1986);
- архиепископ Vitório Pavanello (12.12.1986 — 4.05.2011);
- архиепископ Dimas Lara Barbosa (с 4 мая 2011 года — по настоящее время).

## Источник
- Annuario Pontificio, Libreria Editrice Vaticana, Città del Vaticano, 2003, ISBN 88-209-7422-3